# Junko Takeuchi

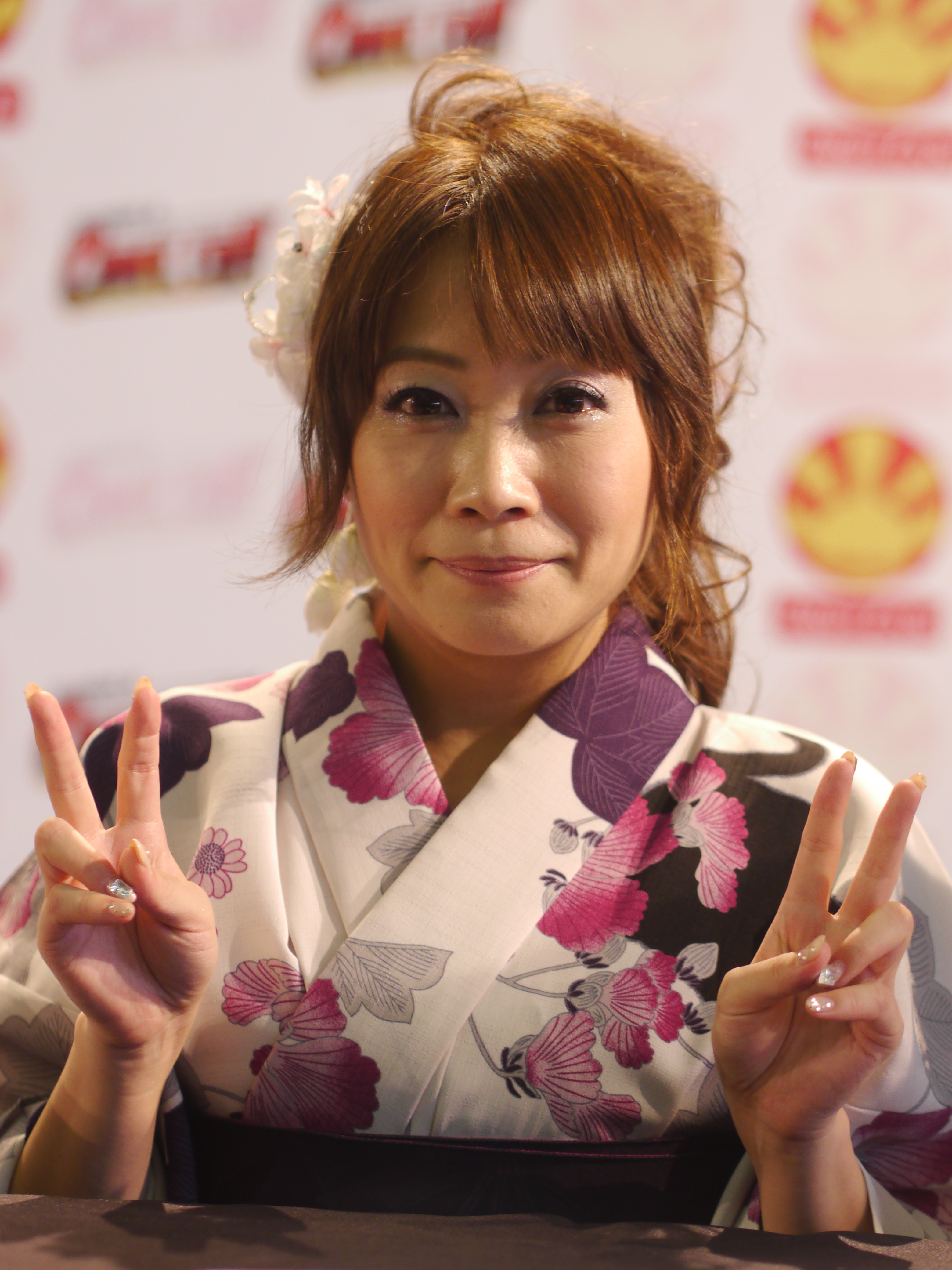
Junko Takeuchi auf der Japan Expo 2013

Junko Takeuchi (jap. 竹内 順子, Takeuchi Junko; * 5. April 1972 in der Präfektur Saitama) ist eine japanische Synchronsprecherin (Seiyū).

## Leben
Seit 2005 ist Takeuchi bei Love Live beschäftigt. Die weibliche Synchronsprecherin spricht oft Stimmen junger, männlicher Charaktere. Ihre bekanntesten Rollen sind in Naruto die Hauptfigur Naruto Uzumaki, Gomamon in Digimon Adventure und Adventure 02, Takuya Kanbara in Digimon Frontier und Gon Freecss in Hunter x Hunter.

## Rollen (Auswahl)
| - Thomas, die kleine Lokomotive in Thomas und seine Freunde - Gomamon in Digimon Adventure und Digimon Adventure 02 - Gomamon in Digimon Adventure Character Song + Mini Drama 1 - Metabee in Medarot (auch bekannt als Medabots) - Takuya Kanbara, Agnimon, Vritramon, Aldamon und KaiserGreymon in Digimon Frontier - Takuya Kanbara in Digimon Frontier: Original Story Tsutaetaikoto Drama CD - Naruto Uzumaki und Akamaru in Naruto - Naruto Uzumaki in Naruto Shippuden - Naruto, Road to Ninja: Naruto the Movie – Menma Uzumaki - Mokuba Kaiba in Yu-Gi-Oh! - Gon Freeks in der ersten Serie von Hunter × Hunter - Hanada Tokuko in Hanada Shonen-shi - Moon in Beast Wars Second - Kei/Megumi Yoshikawa in The Day of Revolution (Hörspiel) - Kei/Megumi Yoshikawa in Princess Princess - Maka Albarn in Soul Eater (Hörspiel) - Break in Beast Wars Neo - Honjō Kamatari in Rurouni Kenshin - Ted und Maruss in Konjiki no Gash Bell!! - Fabre in Read or Die - Dieter in Monster - Takuya Kanbara in (Digimon Xros Wars / Digimon Fusion) | - Photon Earth in Photon - Kuromi in Onegai My Melody - Shirou Takaouji in Ouran High School Host Club - Noah Parker in Atomic Betty (japanische Synchronfassung) - Yue Konishi und Tenshin in Ask Dr. Rin! - Hikora in Kakurenbo - Kenta Hoshino in Futari wa Pretty Cure Splash Star - Rin Natsuki/Cure Rouge in Yes! PreCure 5 - Lambo (Kind/Baby) in Katekyo Hitman Reborn! - Okamura Trio in Major - Noel in Claymore – Schwert der Rache - Tina Lawter in Sisters of Wellber - Daigoro Kitaouji (Folge 188) in Gintama - Mamoru Endō in Inazuma Eleven - Yukoni Maseoka in Otaku Sugoi Wa - Satoru in Saru Get You -On Air- - Ishio Kai in Zoku Natsume Yūjin-Chō - Kikitchi in Tamagotchi: Happiest Story in the Universe! - Naoki in Dennou Bukenki Web Diver - Sabo in One Piece - Rot in Pokémon Origins - Gomamon in Digimon Adventure tri. - Hokutomaru in Garou: Mark of the Wolves - R. Mika in Street Fighter Alpha 3 - Jack Russell in Radiata Stories - Mamoru Endo in Inazuma Eleven - Naruto Uzumaki in allen Naruto-Spielen - Gomamon in Digimon Adventure und Digimon Battle Chronicle |

### Lieder
- „Muteki na Bataashi“ (als Gomamon) (Digimon Adventure 02)
- "Sora wo Kurooru (als Gomamon) (Digimon Adventure 02 (mit Masami Kikuchi))
- „Salamander“ (als Takuya Kanbara) (Digimon Frontier)
- „Secret Rendezvous“ (als Takuya Kanbara) (Digimon Frontier)
- „With The Will“ (als Takuya Kanbara) (Digimon Frontier)
- „Naruto Ondo“ (als Naruto Uzumaki) (Naruto (mit Chie Nakamura und Shotaro Morikubo))
- „Distance“ (als Naruto Uzumaki) (Naruto All Stars)
- „Tsubomi“ (als Naruto Uzumaki) (Naruto All Stars)